# Públio Mânlio
Públio Mânlio (em latim: Publius Manlius) foi um magistrado romano da gente Mânlia conhecido por seu papel na Revolta Ibérica de 197-195 a.C.. Não se conhece o seu cognome.

## Carreira
Mânlio foi eleito pretor em 195 a.C. e recebeu o comando da província da Hispânia Citerior, na época já conflagrada, como auxiliar do cônsul Marco Pórcio Catão, sucedendo a Quinto Minúcio Termo. Tinha à sua disposição uma legião e sua missão inicial foi se juntar a Ápio Cláudio Nero, o pretor da Hispânia Ulterior, na Turdetânia para pacificar os rebeldes.